# Tōmi
Pour les articles homonymes, voir Tomi.
Tōmi (東御市, Tōmi-shi) est une ville située dans la préfecture de Nagano, au Japon.

## Géographie

### Situation
Tōmi est située dans le centre-est de la préfecture de Nagano, à une altitude comprise entre 500 et 1 000 mètres. La ville est bordée par le parc national de Jōshin'etsukōgen au nord, et le mont Tateshina et le mont Yatsugatake au sud.

### Démographie
En mai 2023, la population était de 28 778 habitants répartis sur une superficie de 112,37 km2.

### Climat
En raison de son altitude, la ville a un climat continental humide caractérisé par des étés chauds et humides et des hivers froids et très enneigés. La température moyenne annuelle à Tōmi est de 9,5 °C. La pluviométrie annuelle moyenne est de 1 013,2 mm, juillet étant le mois le plus humide.

### Hydrographie
La ville est traversée par le fleuve Chikuma.

## Histoire
Tōmi est située dans l'ancienne province de Shinano et s'est développée le long du Hokkoku Kaidō. La ville moderne de Tōmi a été créé le 1er avril 2004 de la fusion du village de Kitamimaki et du bourg de Tōbu.

## Transports
La ville est desservie par la ligne Shinano Railway.